# Masters de París 2009
El Masters de París 2009 (también conocido como 2009 BNP Paribas Masters por razones de patrocinio) fue un torneo de tenis jugado sobre pista dura. Fue la edición número 38 de este torneo. El torneo masculino formó parte de los ATP World Tour Masters 1000 en la ATP. Se celebró entre el 8 de noviembre y el 15 de noviembre de 2009.

## Campeones

### Individuales masculinos
Novak Djokovic vence a  Gaël Monfils 6-2, 5-7, 7-6(3).

### Dobles masculinos
Daniel Nestor /  Nenad Zimonjić vencen a  Marcel Granollers /  Tommy Robredo, 6-3, 6-4
| Predecesor: París 2008               | Masters de París 2009   | Sucesor: París 2010                   |
| Predecesor: Masters de Shanghai 2009 | ATP Masters Series 2009 | Sucesor: Masters de Indian Wells 2010 |